# Baja–Zombor–Újvidék-vasútvonal

Az egykori Baja–Zombor–Újvidék-vasútvonal egy normál nyomtávú, 143,3 km hosszú vasútvonal volt, amely a  Bácskát szelte át.

## Története
A helyiérdekű vasútvonal építését az 1894. XXII. törvénycikk alapján a Baja–Zombor–Újvidék HÉV társaság kezdte meg. A vonal a MÁV szárnyvonalának végállomásától,  Bajától indult, Regőcén, Zomboron, Hódságon és Szépligeten (gyakran használt nevén Gajdobra) keresztül a szintén MÁV építésű Újvidék állomásig, a Budapest–Zimony-vasútvonalig tartott. A 143,3 km hosszú vasútvonalat 1895. szeptember 14-én adták át a forgalomnak. A társaság később egyesült a Hegyesfeketehegy–Palánkai HÉV társasággal, Déldunavidéki HÉV néven.
A síkvidéki jellegű vasútvonal építése viszonylag kevés földmunkával járt, jelentősebb műtárgya, egy vasszerkezetű híd, a Ferenc-csatornán épült.  A felépítmény 23,6 kg/fm tömegű, „i” jelű sínekből épült, a pályára 10 tonna tengelyterhelést és 40 km/h sebességet engedélyeztek.

## Napjainkban
A trianoni békeszerződés a vasútvonalat Gara és Regőce között kettévágta. A Magyarországon maradt 19 km hosszú  vonalszakaszon 1971. november 30-án szűnt meg a forgalom.
Zombor és Regőce között a személyforgalom 1978-ban, a teherforgalom 1995-ben szűnt meg. 
Az egykori vasútvonal Hódság és Újvidék közötti szakasza a Szerb Államvasutak 21-es számú vasútvonalának része.
Hódság–Zombor, valamint Zombor és Regőce között nincs forgalom a vonalon.